# السیج
السیج (به عربی: السیج) یک منطقهٔ مسکونی در قطر است که در شهرداری الریان واقع شده‌است. السیج ۵٫۸ کیلومتر مربع مساحت دارد ۳۷ متر بالاتر از سطح دریا واقع شده‌است.